# کلوین دورگماایر
کلوین دورگماایر (انگلیسی: Kelvin Droegemeier؛ زادهٔ ۲۳ سپتامبر ۱۹۵۸) دانشمند هواشناسی اهل ایالات متحده آمریکا است. وی هم‌اکنون به عنوان دفتر سیاست علم و فناوری مشغول فعالیت است. دورگماایر به دلیل تحقیقات وسیعی که در زمینه آب و هوا داشته، وی را به عنوان پیش‌بینی کننده حوادث شدید آب و هوایی شناخته شده‌است. دورگماایر پیش از ایندر سمت وزیر علوم و فناوری ایالات اوکلاهما و قائم‌مقام رئیس بخش تحقیقات دانشگاه اوکلاهما خدمت کرده‌است.